# Blakea lanuginosa
Blakea lanuginosa är en tvåhjärtbladig växtart som beskrevs av John Julius Wurdack. Blakea lanuginosa ingår i släktet Blakea och familjen Melastomataceae. Inga underarter finns listade i Catalogue of Life.